# Districtul Phon Charoen
Phon Charoen (în thailandeză พรเจริญ) este un district (Amphoe) din provincia Bueng Kan, Thailanda, cu o populație de 42.109 locuitori și o suprafață de 362,4 km².

## Componență
Districtul este subdivizat în 7 subdistricte (tambon), care sunt subdivizate în 58 de sate (muban).
| Nr. | Nume           | În thailandeză | Sate | Locuitori |
| --- | -------------- | -------------- | ---- | --------- |
| 1.  | Si Chomphu     | ศรีชมภู          | 07   | 04,755    |
| 2.  | Don Ya Nang    | ดอนหญ้านาง      | 07   | 04,979    |
| 3.  | Phon Charoen   | พรเจริญ         | 11   | 10,254    |
| 4.  | Nong Hua Chang | หนองหัวช้าง      | 11   | 07,721    |
| 5.  | Wang Chomphu   | วังชมภู          | 08   | 04,375    |
| 6.  | Pa Faek        | ป่าแฝก          | 07   | 05,519    |
| 7.  | Si Samran      | ศรีสำราญ        | 07   | 04,506    |